# Brytyjska ekspedycja do Tybetu
Brytyjska ekspedycja do Tybetu – inwazja Armii Indii Brytyjskich na Tybet trwająca od grudnia 1903 roku do września 1904 mająca na celu zapobiegnięcie ingerencji Imperium Rosyjskiego w sprawy Tybetu a tym samym stworzeniu bazy przy granicy z Indiami Brytyjskimi. Inwazja na Tybet miała zapobiec powiększeniu się strefy wpływów Imperium Rosyjskiego tak jak to miało miejsce podczas II wojny brytyjsko-afgańskiej, której celem było niedopuszczenie do podporządkowania sobie Afganistanu przez Rosjan. Pomimo sukcesu operacji militarnej, inwazja na Tybet była w Wielkiej Brytanii bardzo niepopularna.

## Droga ku wojnie

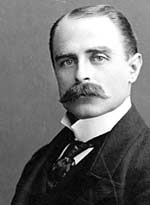
Francis Younghusband

Przyczyny wojny nie są jasne. Wydaje się, że powodem były plotki jakie pojawiły się w środowisku brytyjskiej administracji w Kalkucie (Delhi zostało stolicą dopiero w 1911 roku) że chińskie władze, które sprawowały faktyczną władzę w Tybecie, planowały przekazać go Imperium Rosyjskiemu zapewniając tym samym Rosji bezpośredni dostęp do Indii Brytyjskich. Spowodowałoby to przerwanie łańcucha częściowo niezależnych państw, które do tej pory oddzielały brytyjskie posiadłości w Indiach od Imperium Rosyjskiego. Plotki te niejako potwierdzał fakt eksploracji Tybetu przez Rosjan. Rosyjski podróżnik Gonbodżab Cybikow jako pierwszy sfotografował Lhasę.
W związku z narastającymi pogłoskami Wicekról Indii, Lord Curzon, zwrócił się w 1903 roku do władz Chin i Indii w sprawie zorganizowania spotkania dotyczącego ustanowienia umów handlowych, które miało odbyć się w małej wiosce Khamber Jong na północy Sikkimu. Chińczycy wyrazili zgodę na spotkanie i nakazali Thubten Gjaco, XIII Dalajlamie, wzięcie udziału w negocjacjach oraz zorganizowanie transportu dla chińskiego urzędnika. Dalajlama odmówił, przez co Lord Curzon zdał sobie sprawę, iż Chiny nie posiadają ani dostatecznej siły, ani autorytetu, by zmusić rząd Tybetu do czegokolwiek. Tym samym zyskał zgodę Londynu na wysłanie zbrojnej ekspedycji pod dowództwem Francisa Younghusband do Khamber Jong, który przybył do Gangtok, stolicy Sikkimu, 19 lipca 1903 roku w celu przygotowania wyprawy. Przygotowania zajęły kilka miesięcy. W skład ekspedycji wchodziło 3 000 żołnierzy oraz 7 000 szerpów, tragarzy oraz świta obozowa.
Tybetańczycy byli świadomi brytyjskiej ekspedycji. Aby uniknąć rozlewu krwi, zobowiązali się, że nie zaatakują Brytyjczyków, dopóki ci nie będą podejmować żadnych akcji zbrojnych na terenie ich kraju. Pułkownik Younghusband odpowiedział na te słowa 6 grudnia 1903 roku, mówiąc „Nie jesteśmy w stanie wojny z Tybetem i dopóki nie zostaniemy zaatakowani, nie będziemy atakować Tybetańczyków.”
Po dotarciu do Khamber Jong i niezastaniu tam przedstawicieli rządu chińskiego oraz tybetańskiego pułkownik Younghusband zdecydował się wyruszyć wraz z 1 150 żołnierzami oraz tysiącami tragarzy i robotników, pięćdziesiąt mil w głąb kraju. Po spędzeniu kilku miesięcy na oczekiwaniu na negocjatorów pułkownik Younghusband otrzymał rozkazy, by kontynuować marsz na Lhasę.
Rząd tybetański kierowany przez XIII Dalajlamę nie był zadowolony z obecności potężnej, obcej siły militarnej na terytorium Tybetu, która kierowała się w stronę stolicy kraju, Lhasy. Zdecydowano się zorganizować siły militarne. Władze Tybetu zdawały sobie sprawę z tego, że nie można liczyć na pomoc rządu chińskiego. Zdecydowano się wykorzystać górzyste ukształtowanie terenu oraz oddziały wyszkolone do walki w górach, by powstrzymać pochód brytyjskich wojsk. Brytyjczycy zdawali sobie sprawę z trudności wynikających z walki w górach, więc wysłali swoje oddziały pod przewodnictwem ludzi z ludów Pasztuni i Ghurkowie, którzy pochodzili z gór. Pozwolenie na operacje przyszło z Londynu ale nie jest pewne, czy rząd Arthura Balfoura zdawał sobie sprawę z trudności operacji oraz gotowości Tybetańczyków do powstrzymania brytyjskiej ekspedycji.